# Herbert Wähner
Herbert Wähner (* 28. März 1961 in Steyr, Oberösterreich) ist ein österreichischer Graveur und Münzdesigner.

## Leben
Herbert Wähner absolvierte die Fachschule für Metalldesign in Steyr. 1984 wurde er vom damaligen Chefgraveur Alfred Zierler an die Münze Österreich (damals Hauptmünzamt) engagiert und ist dort seither als Graveur tätig. Auch für die Münze Gibraltar ist er tätig. Im Lauf der Zeit gewann er mehrere Preise, z. B. Coin of the Year und Krause Award. Eines seiner berühmtesten Werke ist der Entwurf der Vorderseite der ersten 25-Euro-Niob Münze Stadt Hall.

## Werke (Auswahl)

20 Schilling 1998 Michael Pacher

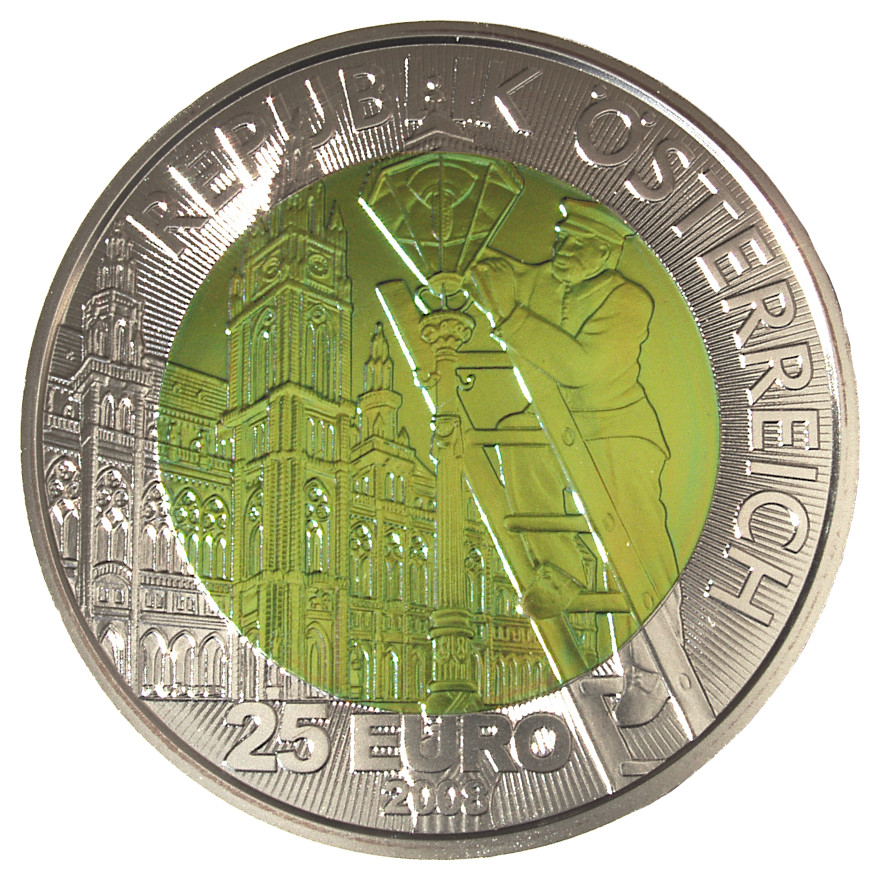
25 Euro 2008 Faszination Licht

- 20 Schilling: Martinsturm Bregenz, Michael Pacher, Hugo von Hofmannsthal, Johann Nestroy
- 50 Schilling: Wertseite der Bimetallmünze
- 100 Schilling Silber: Karl V.
- 500 Schilling Silber: Koloman Moser, Herbert von Karajan, Karl Böhm, Gustav Mahler, Richard Strauss, Alpenregion, Pannonische Region, Hügellandschaft, Städte,
- einige 500- und 1000-Schilling-Goldmünzen
- 2 Euro: Oesterreichische Nationalbank (2016)
- 5 Euro: 100 Jahre Fußball, 100 Jahre Schisport, Europahymne, Wahlrechtsreform, WM Schladming 2013, Bundesheer
- einige 10- und 20-Euro-Silbermünzen
- 25 Euro Niob: Stadt Hall (WS), Satellitennavigation (WS), Luftfahrt (WS), Faszination Licht, Astronomie, Tunnelbau
- einige 50- und 100-Euro-Goldmünzen